# Trabalhadores do Comércio
 (avril 2022).
Trabalhadores do Comércio est un groupe de rock portugais, originaire de Porto.

## Biographie
Le groupe est formé dans les années 1980 par Sérgio Castro et Álvaro Azevedo, membres d'Arte & Ofício, ainsi que João Luís Médicis qui, à ses débuts dans le groupe, n'avait que 7 ans,. Ils connaissent un grand succès avec des chansons comme Chamem a Polícia, A Cançom Que o Abô Minsinou, A Chabala do Meu Curaçom, Apunhalaste a Minha Mãe, Molhareita Fartura na Tua Tassa Quente ou Taquetinho Ou Lebas Nu Fucinhu. En 1986, ils participent au festival de la chanson de la RTP avec le morceau Tigres de Bengala, qui se classe sur le podium. La compilation O Milhor dos Trabalhadores do Comércio est publiée en 1995 ; déjà au 21e siècle, ils publient par l'intermédiaire du label Farol l'album Iblussom en 2007. En 2011 est publié le livre Das Turmêntas Hà Boua Isperansa qui comprend un disque bonus.

## Discographie

### Albums studio
- 1981 : Tripas à Moda Do Porto (Polydor)
- 1982 : Na Braza (PolyGram)
- 1986 : Mais Um Membro P'ra Europa (TDB)
- 1989 : Trabalhadores do Comércio (compilation, Polygram)
- 1990 : Sermões a Todo o Rebanho (Polydor Records)
- 2007 : Iblussom (2CD) (Farol/TDB)
- 2011 : Das Turmêntas Hà Boua Isperansa (CD+livre, TDB)

### Singles
- 1980 : Lima 5 / Que Me Dizes Au Cuncurso (Rádio Produções Europa)
- 1980 : A Cançõm Quiu Abô Minsinoue / A Chabala do Meu Curaçom (Gira)
- 1981 : Chamem a Policia / Sou Um Gajo do Porto (Gira)
- 1981 : Chamem a Policia (Polygram)
- 1981 : Alaibe et Chico´s Bar (EP inédit)
- 1986 : Os Tigres de Bengala S. F. R./ No Baile de São Bento (da Bitória) (Transmédia)
- 1996 : Chamem A Pulissia / Nel Ligeiro (Polygram)
- 1996 : Taquetinho Ou Lebas Nu Fucinhu (Polygram)
- 2006 : Febras de Sábadà Noite / Cordàbida (TDB)
- 2006 : Ardenmus Olhus / De Manhá eu Bou ó Pom (Farol)
- 2007 : Bares Citadinus (Farol)
- 2009 : No colo do Douro / O Voto Ütil (TDB)
- 2010 : Gladiador (CD bonus) (TDB)

## Impact
La chanson Chamem a Polícia est classée à la 38e place des « 101 chansons qui ont marqué le Portugal » et à la 10e place des « 40 ans du boom du rock portugais, 40 chansons qui ont marqué l'histoire » du magazine Blitz,. L'album Tripas à Moda do Porto est considéré comme le 16e meilleur album de musique portugaise jamais réalisé dans l'Invicta.
Le style musical des Trabalhadores do Comércio a également servi d'inspiration à la créatrice de mode Maria Gambina.